# Carne de Cantabria
Carne de Cantabria es una Indicación Geográfica Protegida (IGP) que designa carne de vacuno procedente de varias razas bovinas, tanto autóctonas (tudanca, monchina y asturiana) como foráneas: pardo alpina, limusina y sus cruces. El territorio de reproducción, crianza y engorde del ganado destinado a la producción de carne apta para ser protegida por la Indicación Geográfica Protegida, comprende el territorio de la Comunidad Autónoma de Cantabria.